# Aneby landsfiskalsdistrikt
Aneby landsfiskalsdistrikt var 1928–1964 ett landsfiskalsdistrikt i Jönköpings län, bildat den 5 november 1928 (enligt beslut den 19 oktober 1928) genom omorganiseringen av de tre tidigare landsfiskalsdistrikten Norra Vedbo härads första, Norra Vedbo härads andra och Norra Vedbo härads tredje. Detta landsfiskalsdistrikt skulle ha bildats när Sveriges indelning i landsfiskalsdistrikt trädde i kraft den 1 januari 1918 (enligt beslut den 7 september 1917) men då hinder uppstod för tillämpningen så beslutades det den 14 januari 1918 att de tre tidigare länsmansdistrikten i Norra Vedbo skulle ombildas till landsfiskalsdistrikt. Det dröjde till den 5 november 1928 innan den nya indelningen trädde i kraft. Den 1 januari 1965 avskaffades i Sverige samtliga landsfiskaler och landsfiskalsdistrikt, och deras arbetsuppgifter delades upp på de nyskapade indelningarna polisdistrikt, åklagardistrikt och kronofogdedistrikt.
Landsfiskalsdistriktet låg under länsstyrelsen i Jönköpings län.

## Ingående områden
De ingående kommunerna hade tidigare ingått i Norra Vedbo härads andra landsfiskalsdistrikt och Norra Vedbo härads tredje landsfiskalsdistrikt. När Sveriges nya indelning i landsfiskalsdistrikt trädde i kraft den 1 januari 1952 (enligt kungörelsen 1 juni 1951) ändrades distriktets omfattning.

### Från 5 november 1928
Norra Vedbo härad:
- Askeryds landskommun
- Bredestads landskommun
- Bälaryds landskommun
- Frinnaryds landskommun
- Haurida landskommun
- Lommaryds landskommun
- Marbäcks landskommun
- Vireda landskommun

### Från 1 januari 1952
- Bredestads landskommun
- Hullaryds landskommun
- Solberga landskommun